# Đèn trời

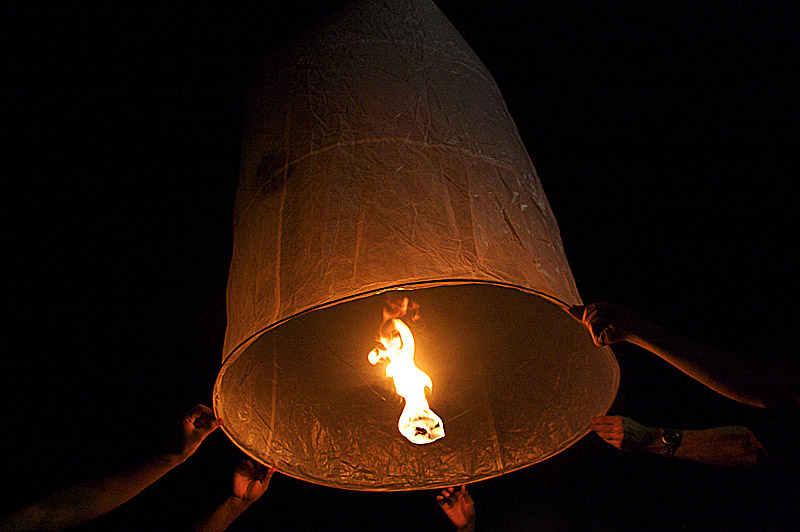
Thả đèn trời trong lễ hội Loi Kratong ở Phuket, Thái Lan

Đèn trời hay thiên đăng (天燈) (còn gọi là đèn Khổng Minh, Khổng Minh đăng (孔明灯)) là loại đèn làm bằng giấy, dùng để thả cho bay lên trời sau khi đốt đèn. Đây là loại đèn truyền thống của các nền văn hóa Đông Á.

## Cấu tạo
Miệng đèn là một thanh tre được làm như cạp rổ, đường kính dài ngắn, đèn cao hay thấp tùy ở người làm. Thông thường đường kính miệng đèn rộng 0,8m và thân đèn cao 1m. Miệng đèn làm khuôn để phất giấy. Giấy phất đèn được làm bằng giấy bản hoặc giấy dó, có độ dai bền, chịu được sức đẩy của gió. Bấc đèn bằng sợi vải tẩm với mỡ lợn. Từ miệng đèn có sợi dây để buộc bấc đèn. 
Khi đốt, người ta giữ cho đèn thăng bằng rồi châm lửa vào bấc, lửa làm loãng không khí trong lòng đèn, khí nhẹ làm cho đèn từ từ bay lên, gặp gió nhẹ đèn sẽ bay cao, bay xa. Đèn trời có thể bay cao 1 km và bay xa 5–10 km.

## Theo quốc gia

### Việt Nam
Tại Việt Nam, ở xã Phú Châu huyện Đông Hưng, Thái Bình có 1 làng nghề truyền thống làm đèn trời. Công an Hà Nội cho biết, trong tháng 1 năm 2009, Hà Nội có 32 vụ cháy do đèn trời gây nên, làm bị thương 3 người, thiệt hại về tài sản trị giá khoảng 1,7 tỷ đồng, tăng 7 vụ so với tháng 1 năm 2008. Việt Nam cấm, sản xuất, buôn bán, và thả đèn trời trong cả nước từ năm 2009.

## Hình ảnh

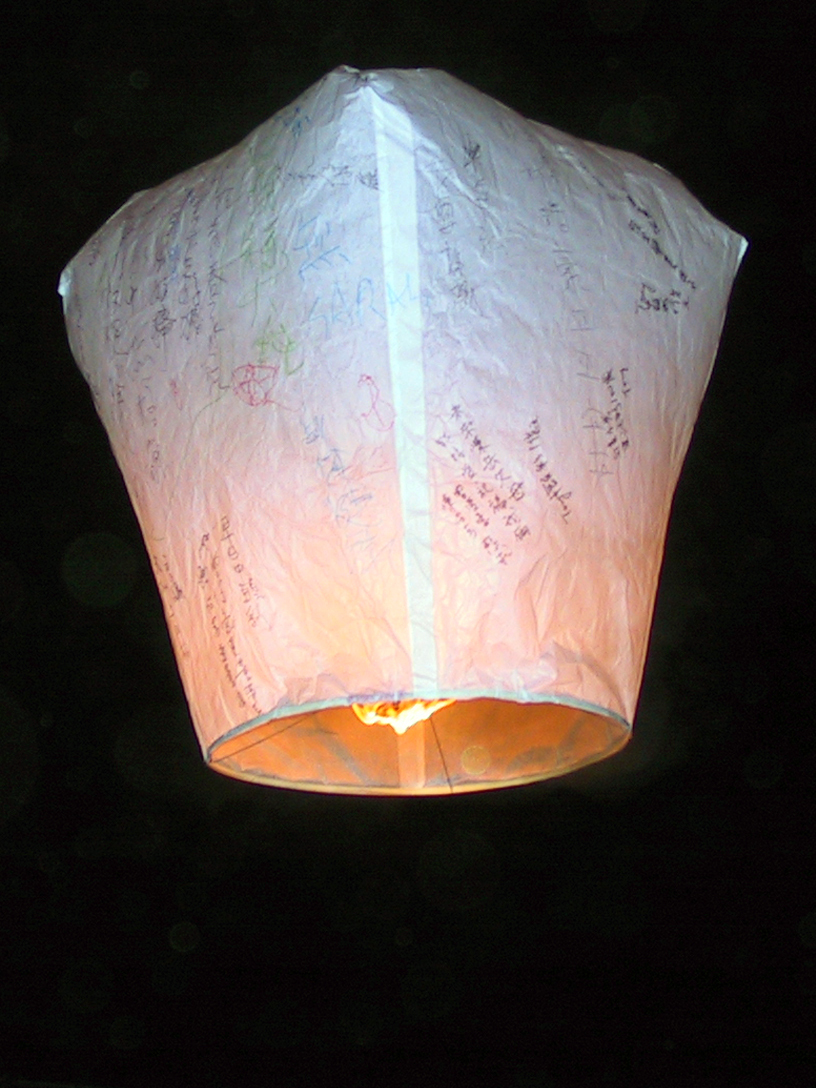
Đèn trời với lửa và giấy gần nhau
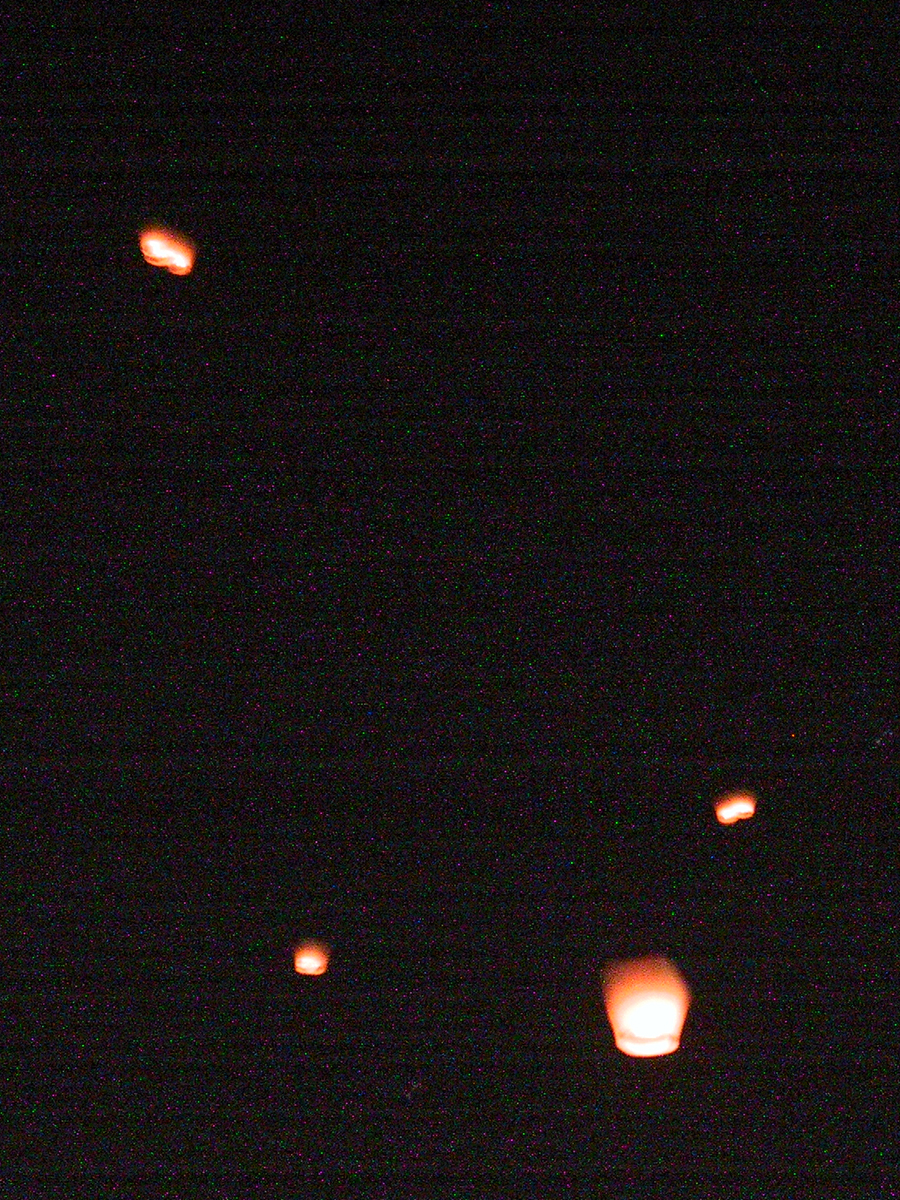
Đèn trời bay không kiểm soát
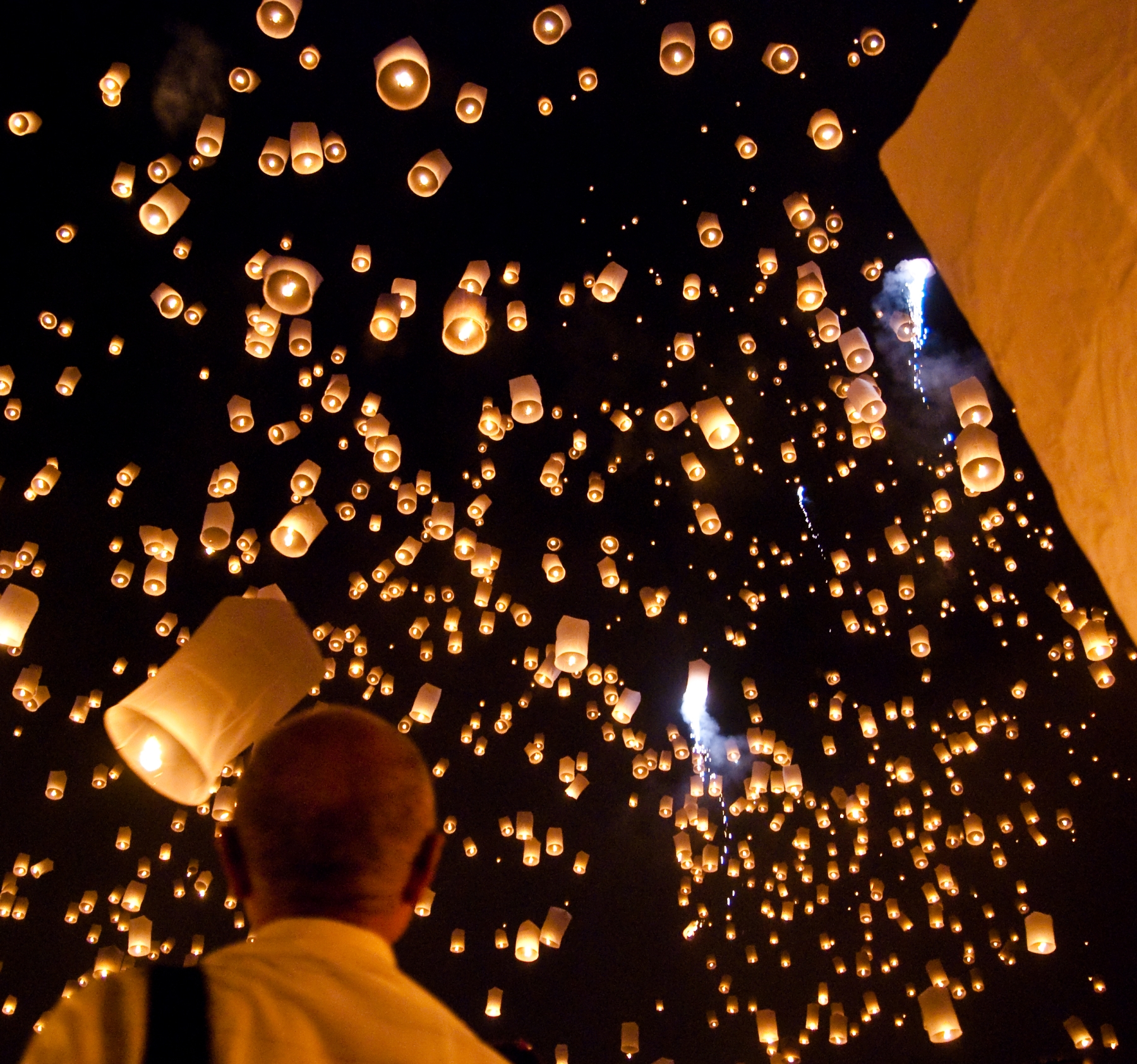
Thả đèn trời tại Chiang Mai, Thái Lan